# Степнинское сельское поселение (Челябинская область)
Степнинское се́льское поселе́ние — упразднённое в 2024 муниципальное образование в Пластовском районе Челябинской области Российской Федерации. Ей соответствовал административно-территориальная единица Степнинский сельсовет (Постановление Заксобрания Челябинской области от 25 мая 2006 года N 161 «Об утверждении перечня муниципальных образований (административно-территориальных единиц) Челябинской области и населённых пунктов, входящих в их состав»).
Административный центр — село Степное.

## Название
- с 1919 г. — Степнинский станичный Совет казачьих депутатов Троицкого уезда Челябинской губернии.
- с 1923 г. — Степнинский сельский Совет рабочих, крестьянских м красноармейских депутатов Степного района Троицкого округа Уральской области
- с 1929 г. — Степнинский сельский Совет рабочих, крестьянских и красноармейских депутатов Кочкарского района Троицкого округа Уральской области
- с 1930 г. - Степнинский сельский Совет рабочих, крестьянских и красноармейских депутатов (с декабря 1939 г. — депутатов трудящихся) Кочкарского района (с 12 декабря 1955 г. — Пластовского района) Уральской (с 1934 г. — Челябинской) области[5].

## География
Степнинский сельсовет расположен на западе Троицкого района, граничит с Чернореченским сельсоветом, Чесменским, Верхнеуральским и Уйским районами. Расположен на реке Уй, занимает площадь 309,22 м²..

## История
В результате голосования, проведенного 24 декабря 2000 года местного референдума, муниципальное образование «Степнинский сельсовет» прекратил свои полномочия. Постановлением Законодательного Собрания Челябинской области № 223 от 30.08.2001 г. "Об упразднении муниципальных образований, находящихся в границах территории муниципального образования «Троицкий район» Степнинский сельсовет упразднен.
В начале 2004 года администрация Степнинского сельсовета муниципального образования «Троицкий район» обратилась в территориальную избирательную комиссию о проведении местного референдума по вопросу о передаче Степнинского сельсовета в состав вновь образуемого Пластовского муниципального района. В результате проведения местного референдума 14 марта 2004 года Степнинский сельсовет перешел в административно-территориальное управление Пластовского муниципального района.
Статус и границы сельского поселения установлены Законом Челябинской области от 24 июня 2004 года № 248-ЗО «О статусе и границах Пластовского муниципального района, городского и сельских поселений в его составе».
На основании постановления Губернатора Челябинской области № 414 от 11 августа 2004 года «О мерах по реализации Закона Челябинской области о статусе и границах Пластовского муниципального района, городского и сельских поселений в его составе», территория Степнинского сельского поселения перешла в Пластовский муниципальный район.

## Население
| 2002  | 2010  | 2011  | 2012  | 2013  | 2014  | 2015  |
| ----- | ----- | ----- | ----- | ----- | ----- | ----- |
| 2099  | ↘1884 | ↘1876 | ↘1830 | ↘1803 | ↘1799 | ↘1772 |
| 2016  | 2017  | 2018  | 2019  | 2020  | 2021  |       |
| ↘1770 | ↘1767 | ↘1751 | ↘1730 | ↘1717 | ↘1457 |       |

### Историческая численность населения
1928 г. — 3395 человек, 1963 г. — 4864, 1971 г. — 3783, 1977 г. — 3395, 1983 г. — 3065, 1997 г. — 2143, 2022 г. — 2099, 2005 г. — 2001.

## Состав сельского поселения
| № | Населённый пункт | Тип населённого пункта       | Население |
| - | ---------------- | ---------------------------- | --------- |
| 1 | Степнинское      | село                         | ↘274      |
| 2 | Степное          | село, административный центр | ↘1610     |

В 1966 году в состав Степнинского сельсовета входили: с.Степное, посёлки Радиомайка, Благодатка, Соколики, Стрелецк, Черноречье, с.Степнинское, кардоны Борозднинский, Вардугин, Высокий, Каменный, Курочкин, Метликин.
Посёлок Благодатка ликвидирован в 1976 году, посёлок Радиомайка, кардоны Вардугин, Метликин переданы в г.Пласт в 1967 году. Решением облисполкома № 454 от 14.10.1986г. посёлки Безводный, Черноречье, Стрелецк передны в состав вновь образованного Чернореченского сельсовета. С 1986 года в состав Степнинского сельсовета входит село Степное и село Степнинское.